# デヴィン・タウンゼンド
デヴィン・タウンゼンド（Devin Townsend、本名Devin Garret Townsend、1972年5月5日-）は、カナダのギタリスト、ヴォーカリスト、ミュージシャン、プロデューサー。エクストリーム・メタルバンド Strapping Young Ladの創設者であり、自身の名を冠したソロ名義の作品も制作。また数多くのバンドの作品にゲストボーカル・ギタリストとして参加したり、プロデューサーとして様々なバンドのアルバム制作も手掛けている。

## 音楽的特徴
デヴィン・タウンゼンドの背景にある音楽はヘヴィ・メタル、ハード・ロックを中心にインダストリアル、グラインドコア、プログレッシヴ・ロック、アンビエント、ニュー・エイジなど多岐に渡っており、プロジェクトごとに違うスタイルの音楽を作り出している。ただStrapping Young Ladの作品、ソロ名義の作品などどれにも共通しているのはウォール・オブ・サウンドと呼ばれる多重録音によるレコーディング技術を多用している点であり、これにより彼独特の厚みのあるサウンドが生まれている。

## 来歴

### 少年時代〜ヴァイのヴォーカリストとして（1972-1994）
1972年5月5日、カナダのブリティッシュ・コロンビア州ニュー・ウェストミンターで生まれる。5歳の時にバンジョーを弾き始め、12歳でギターを始める。高校入学後Grey Skies、Caustic Thoughtなどのバンド活動を経て友人とメタルバンドNoisescapesを結成、デモテープを制作。デモテープは彼の手により幾つかのレコードレーベルに送られ、間もなくその中のひとつRelativity Recordsがデヴィン・タウンゼンドの才能に目をつけることとなる。Relativity RecordsのA&Rは当時すでに世界的に成功を収め著名なギタリストとして知られていたスティーヴ・ヴァイが彼のバンドのヴォーカリストを探しているのを知っており、デヴィンこそ新しいヴォーカリストにふさわしいと考え、Noisescapesのデモテープをスティーヴ・ヴァイに送った。ヴァイはデモテープを聞いてすぐにデヴィンの声を気に入り、彼にスティーヴ・ヴァイのバンドへの参加を申し込む。デヴィンは申し入れを受け、ヴァイのニュー・アルバム『Sex and Religion』（1993年発表）にヴォーカリストとして参加することになった。レコーディングが終了し、アルバムが発表されるとデヴィンはヴァイのワールド・ツアーにも参加。このヴァイにおけるデヴィンの卓越したヴォーカルとエキセントリックなパフォーマンスは多くのロック・ファンに驚喜をもって迎え入れられ、彼は優れたヴォーカリストとして広くロック・シーンに知れ渡ることとなる。
ヴァイのワールド・ツアー参加の後、デヴィンはイギリスのハードロックバンドThe Wildheartsのサポートギタリストとして1994年のツアーに同行したり、カナダのエレクトロニック・ボディ・ミュージックユニットFront Line Assemblyのレコーディングにギタリストとして参加。またこの頃Metallicaのベーシストジェイソン・ニューステッド、Exodusのドラマートム・ハンティングと共にIR8という名義でデモを制作。このデモは2002年にジェイソンによってリリース（IR8とSexoturica2つのプロジェクトのコンピレーションアルバム）されるまで公の場に出てくることはなかった。

### Strapping Young Ladとソロ活動、HevyDevy Recordsの設立（1994-1998）
The Wildheartsのツアーに同行していた1994年、デヴィンは自身の手による音楽を作りたいと考え始めデモを制作。結果Century Media Recordsと契約したデヴィンはStrapping Young Ladの名でプロジェクトを立ち上げレコーディングを開始。1995年『Heavy as a Really Heavy Thing』をリリース。ここで彼は全ての曲の作詞、作曲、プロデュースを手がけ、演奏はヴォーカルとギターを担当する。1997年にはドラマーにDark Angel、Deathで活動していたジーン・ホグランを迎え2ndアルバム『City』をリリース。スラッシュ・メタルにインダストリアル要素を取り込んだStrapping Young Ladのヘヴィな音楽性は多くのヘヴィ・メタルファンから支持され、数々のヘヴィ・メタル専門誌からも賞賛された。
Strapping Young Ladでの活動の一方で、彼はソロ名義でのアルバム制作も進める。1996年にレコーディングされアルバムは完成するがレコードレーベルとの契約が出来ず、デヴィンは自身のレーベルHevyDevy Recordsを設立しアルバムをリリースすることにした。1997年、ソロ名義としては初のアルバム『Ocean Machine: Biomech』をリリース、翌1998年には『Infinity』を続けてリリースする。（ヨーロッパ、アメリカではInsideOutより、日本ではSonyよりリリース）Strapping Young Ladでのヘヴィな音楽性とは違い、ソロ名義での音楽性はハード・ロックにプログレッシヴ・ロックやアンビエントの要素を取り込んだメロディアスかつ重厚なスタイルであり、また『Infinity』ではThe Wildheartsのジンジャーと共に"Christeen"を制作するなど、ポップなアプローチも見せている。
また、1995年には地元バンクーバーの音楽仲間3人とPunky Brüster名義で『Cooked on Phonics』というストーリー仕立てによるパンク・ミュージックのパロディーアルバムを制作、1996年にHevyDevy Recordsからリリースしている。

### Strapping Young Ladの休止から再始動、終焉（1999-2009）
Strapping Young Ladの『City』発表後、デヴィンはソロでの活動に専念する。2000年にStrapping Young Ladのメンバーでレコーディングに臨んだ『Physicist』を、2001年に『Terria』をリリース。『Terria』ではそれまでにないアンビエントやプログレッシヴなアプローチによりプログレッシヴ・ロック・ファン層から支持を集める。
2001年、活動を休止していたStrapping Young Ladの活動再開を宣言、2003年にセルフタイトルアルバム『Strapping Young Lad』をリリース。アメリカビルボードのHeatseekersチャートで97位と、初めてアメリカでのチャートインを記録している。まだ同年Strapping Young Ladと平行してレコーディングをしていたDevin Townsend Band名義のアルバム『Accelerated Evolution』もリリース。レコーディングメンバーは地元バンクーバーの無名ミュージシャンがオーディションにより集められ、ここでのメンバーはその後デヴィンのソロ名義での活動に大きく貢献することになる。
2004年にダーク・アンビエントへの強いアプローチを見せた『Devlab』をHevyDevy Recordsのメールオーダーで販売。翌年の2005年にはStrapping Young Ladで『Alien』を、2006年にDevin Townsend Band名義としては2作目の『Synchestra』をリリース。しかしここまで精力的に活動をしていたデヴィンであったが、同年7月のStrapping Young Ladの『The New Black』のリリースとそれに伴うフェスツアーにおいてデヴィンはStrapping Young Ladの終了宣言をし「家族と共に過ごすため」としばらくはツアーを行わないことも宣言した。
表舞台に姿を見せなくなったデヴィンであったが、2006年にはアンビエントにアプローチした2つ目の作品『The Hummer』をやはりHevyDevy Recordsのメールオーダーでリリース。2007年には自身の子供が出来たことをきっかけに、Ziltoidという架空の宇宙人か主人公によるストーリー仕立てのアルバム『Ziltoid the Omniscient』をDevin Townsend名義でリリース。しかしこのアルバム発表に伴うツアーなどは先立ってのデヴィンの宣言の通り全く行われなかった。
2009年までの間に、デヴィンは自身の音楽制作ではなく他バンドのプロデュースを多く手がけている。最初は彼がプロデュースする作品は彼のバンド仲間や友人関係にあるバンドに限られていたが、2002年Soilworkの『Natural Born Chaos』をきっかけにLamb Of God、Darkest Hour、Gwar、Bleeding Throughなどをプロデュース。プロデューサーとしても高い評価を受ける。

### Devin Townsend Projectとして活動再開、4部作から現在（2009-現在）
しばらく音楽制作に関しては音沙汰のなかったデヴィンであったが、2009年にそれまでの自身の人生をテーマにした全く違う音楽性の4つのアルバムを制作、順次リリースすると発表。Devin Townsend Projectという新たな名義を打ち出し1作目のカントリーやアンビエント、オルタナティブロック色の強い『Ki』をリリースする。立て続けに同年には2作目の『Addicted』を、翌年2010年からはツアーを開始。北米、ヨーロッパなど数多くの都市を回り夏にはフェスにも多く出演。元The GatheringのAnneke van Giersbergenをゲストボーカルに迎えポップな路線を強く打ち出した『Addicted』はファンのみならず多くのメディアから高い評価を受け、デヴィンの完全復活を印象付けた。
そして2011年には4部作の残りの2つ『Deconstructin』と『Ghost』を同時発売。『Deconstructin』は数多くのゲストミュージシャンとフルオーケストラを起用し、Strapping Young Ladとはまた違ったプログレッシブかつヘヴィな音楽性を見せた。一方『Ghost』はニューエイジに強くアプローチ。最初の宣言通り全く音楽性の異なる4つの作品により、デヴィンの持つ幅広い音楽性がさらに強くアピールされることとなった。
同年11月にイギリスはロンドンでDevin Townsend Project 4部作の再現ライブを4夜連続で行う。この再現ライブは『By A Thread』として2012年にDVD化。限定生産分がわずか数ヶ月で売り切れ、現在では入手困難になっている。
2012年、4部作で終了かと思われたDevin Townsend Projectの名義の元に『Epicloud』をリリース。同年の10月にはロンドンでそれまでのデヴィンの音楽を集大成にしたスペシャルショー『The Retinal Circus』を行う。このライブは2013年にDVD/Blu-Rayでリリースすることが発表されている。
2013年、アルバム『Casualties of Cool』を制作中であると発表。同年10月、LOUD PARK13で来日。

## ディスコグラフィー（ソロ名義）
ストラッピング・ヤング・ラッド時代のディスコグラフィーについてはリンク先別項を参照。

### スタジオ・アルバム
Punky Brüster名義
- Cooked on Phonics (1996)

ソロ名義
- Ocean Machine: Biomech (1997)
- Infinity (1998)
- Physicist (2000)
- Ass-Sordid Demos 1990-1996 (2000、デモ音源集)
- Terria (2001)
- Devlab (2004)
- Ass-Sordid Demos II (2004、デモ音源集)
- The Hummer (2006)
- Ziltoid the Omniscient (2007)
- Unplugged (2011、EP)
- Z² 収録disc 2  - Dark Matters (2014)
- Empath (2019)
- The Puzzle (2021)
- Snuggles (2021)
- Lightwork (2022)

The Devin Townsend Band名義
- Accelerated Evolution (2003)
- Synchestra (2006)

Devin Townsend Project名義
- Ki (2009)
- Addicted (2009)
- Deconstruction (2011)
- Ghost (2011)
- Epicloud (2012)
- Z² 収録disc 1  - Sky Blue (2014)
- Transcendence (2016)

Casualties of Cool名義
- Casualties of Cool (2014)

### ライブ・アルバム
- Official Bootleg (2000)
- By a Thread: Live in London 2011 (2012)
- The Retinal Circus (2013)

### ボックス・セット
- Contain Us (2011)